# Ballıca Çayı
Ballıca Çayı (armeniska: Paluja, Պալուջա, ryska: Баллыджа) är ett vattendrag i Azerbajdzjan. Det ligger i den centrala delen av landet, 270 kilometer väster om huvudstaden Baku.
Omgivningarna runt Ballıca Çayı är en mosaik av jordbruksmark och naturlig växtlighet. Runt Ballıca Çayı är det ganska glesbefolkat, med 34 invånare per kvadratkilometer.